# Єхіель Дінур
Єхіе́ль Діну́р (івр. יחיאל די-נור) — ізраїльський письменник, автор порнографічного роману «Будинок ляльок», який багато в чому визначив ставлення ізраїльського суспільства до Голокосту, «Будинок ляльок» (івр. «Бейт-а-бубот», англ. The House of dolls) було вперше опубліковано в 1953 році. На обкладинці книги «Дім ляльок» зображена молода ув'язнена ефектної зовнішності з червоними чуттєвими губами, а на її грудях читається напис, стилізований під татуювання: «Фронтова наложниця 135833». Автор роману, який дивом пережив Голокост, ізраїльський письменник Єхіель Дінур (Єхіель Фейнер, також писав під псевдонімом Ка-Цетник 135833 (Ka-Tzetnik)) заявляв, що «Будинок ляльок» побудований на реальній історії його молодшої сестри Міріам, в'язня Освенціму.
Цей роман, який досі входить до програми обов'язкового читання в ізраїльських середніх школах, описує історію молодої єврейської дівчини з Польщі, яку примушують працювати у табірному борделі для німецьких офіцерів. Пізніше Дінур напише ще один роман, у якому повториться аналогічна ситуація, — тільки тепер головним героєм буде єврейський юнак.
Як і у випадку із своєю сестрою Міріам, Дінур запевняв, що й другий роман побудований на подіях, що відбувалися з його братом під час Голокосту. Однак, з'ясувалося, що у нього ніколи не було ні сестри, ні брата. Як стало відомо досить недавно, публічні будинки в деяких концтаборах дійсно існували, але вони були призначені для «заохочення» ув'язнених, а не для догоджання офіцерському складу.
В документальному фільмі «Сталагі: Голокост і порнографія в Ізраїлі» письменниця та перекладач Рут Бонді стверджує, що «Цетник завдав колосальної шкоди. Його книги були, по суті справи, першим в Ізраїлі джерелом інформації про Голокост і мали статус істини в останній інстанції».